# Per Àvila
Per Àvila (XAV; castellà: Por Ávila) és un partit polític espanyol presentat el 2019. El seu àmbit és la província d'Àvila.

## Història
Nascut com una escissió d'antics militants del Partit Popular a la província d'Àvila el gener de 2019, va passar a ser presidit llavors per José Ramón Budiño, antic cap de protocol de la Diputació Provincial d'Àvila i fill del general Antonio Budiño Carballo, cap de llista de Vox per Pontevedra en les eleccions generals d'Espanya d'abril de 2019.
El partit va presentar llista tant a les eleccions municipals de 2019 a diversos municipis de la província d'Àvila (incloent el seu capital) com a les eleccions a les Corts de Castella i Lleó de 2019 a la província d'Àvila. La llista presentada a la capital, encapçalada per Jesús Manuel Sánchez Cabrera (president de la Diputació entre juny de 2015 i març de 2019), va obtenir una majoria simple d'11 regidors del ple, mentre que els resultats totals en les municipals al llarg de la província li van fer guanyar 4 escons al ple de la diputació provincial. Va obtenir a més 1 escó de procurador en les Corts de Castella i Lleó, el parlament regional.

## Resultats electorals

### Eleccions generals
| Any       | Líder                 | Vots       | %    | Escons | +/- |
| --------- | --------------------- | ---------- | ---- | ------ | --- |
| 2019 (II) | Gonzalo de Vega Pomar | 5.399 (#6) | 5,81 | 0 / 3  | Nou |
| 2023      | Pedro Pascual         | 7.321 (#4) | 7,54 | 0 / 3  | =   |

### Eleccions autonòmiques
| Any  | Líder                    | Vots   | %          | Procuradors | +/- |
| ---- | ------------------------ | ------ | ---------- | ----------- | --- |
| 2019 | Pedro José Pascual Muñoz | 9.455  | 9,60 (#4)  | 1 / 7       | Nou |
| 2022 | Pedro José Pascual Muñoz | 13.690 | 16,76 (#4) | 1 / 7       | =   |

### Eleccions municipals
| Any  | Líder             | Vots   | %     | Regidors    | +/- |
| ---- | ----------------- | ------ | ----- | ----------- | --- |
| 2019 | José Ramón Budiño | 14.614 | 14,82 | 80 / 1.290  | Nou |
| 2023 | José Ramón Budiño | 17.442 | 18,97 | 141 / 1.272 | 61  |